# L'Enfant noir
L’Enfant noir est le premier roman de l'écrivain guinéen Camara Laye, publié à Paris en 1953. Considérée comme « l'un des textes fondateurs de la littérature africaine contemporaine », cette œuvre largement autobiographique a reçu le prix Charles Veillon 1954 et inspiré en 1995 un film du même nom, réalisé par Laurent Chevallier.

## Résumé
Le livre est précédé d'un court hommage, en vers, de l'auteur à sa mère, qui symbolise toutes les femmes africaines et joue un rôle important dans le roman.
Laye est un jeune garçon qui vit avec ses parents à Kouroussa, un village de Haute-Guinée. Son père, forgeron et orfèvre, lui enseigne les techniques de son art. Laye rend parfois visite à sa grand-mère qui habite à Tindican, un village voisin où il a découvert la paysannerie. À Kouroussa, il va à l'école française. Il entre dans l'association des non-initiés, où il apprend la mort de son ami Check. Après avoir obtenu son certificat d'aptitude professionnelle à Conakry, Laye se voit offrir la possibilité de continuer ses études en France. Après hésitations, il finit par accepter cette offre avec son amie Marie.

## Accueil critique
Si L'enfant noir est très connu dans toute l'Afrique francophone, il est également beaucoup étudié dans les établissements scolaires européens. Ce succès s'explique par la jeunesse du héros et par le fait que Camara Laye a cherché à rendre accessible la culture africaine en décrivant une Afrique paisible, sans évocation des violences du colonialisme.[réf. souhaitée]
Toutefois, cette absence d'engagement politique en période de lutte anticoloniale et de littérature engagée lui valut de sévères critiques, dont la plus célèbre est celle de l'auteur camerounais Mongo Beti, dans un célèbre article paru dans Présence africaine en 1954, « Afrique noire littérature rose »,,. D'autres auteurs ont réagi à cette critique : Léopold Sedar Senghor affirme au contraire dans Liberté 1 : « Lui reprocher de n’avoir pas fait le procès du colonialisme, c’est lui reprocher de n’avoir pas fait un roman à thèse, ce qui est le contraire du romanesque, c’est lui reprocher d’être resté fidèle à sa race, à sa mission d’écrivain ». Catherine Ndiaye adopte un point de vue proche en déclarant que l'écrivain africain doit selon elle apprendre à écrire en esthète, sans en rester toujours à une approche de sociologue, d'historien ou d'économiste.

## Adaptations
Le livre a inspiré un film, L'Enfant noir, réalisé par Laurent Chevallier, sorti en France en 1995.
Une adaptation en bande dessinée, L'Enfant noir, par Camara Anzoumana, est parue en 2010.

## L'ouvrage
- Camara Laye, L'Enfant noir, Pocket, 2007 (1re éd. 1953), 224 p. (ISBN 9782266178945)